# Lobelia feayana
Lobelia feayana är en klockväxtart som beskrevs av Asa Gray. Lobelia feayana ingår i släktet lobelior, och familjen klockväxter.
Artens utbredningsområde är Florida. Inga underarter finns listade i Catalogue of Life.